# 中国民生銀行ビル
中国民生銀行ビル（ちゅうごくみんせいぎんこうビル、別名武漢国際証券ビル、Minsheng Bank Building (Wuhan International Securities Building), 民生银行大厦 (武汉国际证券大厦)）は中華人民共和国湖北省武漢市江漢区にある超高層ビル。

## 概要
2007年に完成したこのビルは68階建てで尖塔までの高さは331メートルになる。屋上までの高さは290メートルで、最上階の高さは238メートル。2006年4月に棟上げが行われた時点では、世界で18番目に高いビルであった。
ガラスカーテンウォールで覆われたビルは華中第一の高さを誇るが、武漢市内ではこれを凌ぐ高さのビルも計画されている。